# Svensk popmusik

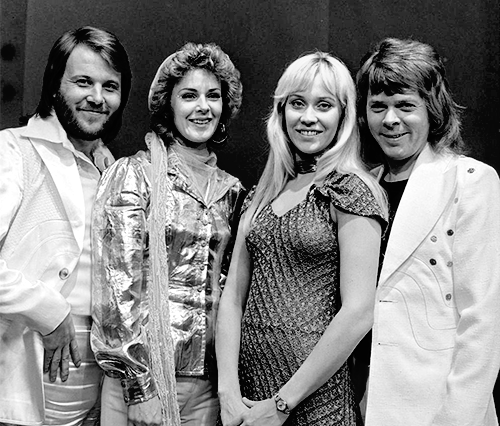
Abba i nederländsk teve 1974

Svensk popmusik är den popmusik som har anknytning till Sverige, men det är inte på förhand bestämt vad som skall räknas in dit och vad som inte skall göra det.
Till den internationellt mest framgångsrika popmusiken från Sverige räknas Max Martin, Abba, Roxette, Ace of Base och Björn Skifs, som alla har legat på Billboard Hot 100, samt The Cardigans, Robyn, Meja, Avicii, Zara Larsson och Miriam Bryant, som har gjort stora internationella genombrott och belönats med Musikexportpriset. Däremot brukar inte musik som Europe och The Hives räknas in, då de mestadels har rock och hårdrock på sin repertoar. Inom Sverige räknas även artister och grupper som mestadels sjunger på svenska, som förgrundsgestalter inom genren. Bland de mest spelade i Sverige under årens lopp finns Gyllene Tider, Per Gessle, Marie Fredriksson, Eva Dahlgren, Tomas Ledin, Magnus Uggla, Patrik Isaksson, Orup, Staffan Hellstrand, Anders Glenmark, Niklas Strömstedt, Stiftelsen, Håkan Hellström, Kent, Laleh och Veronica Maggio. Många gånger räknar man bara de som skrivit åtminstone ganska många av sina låtar själva.
Man brukar ibland tala om "det svenska popundret", med vilket det menas att Sverige sedan 1970-talet har en väldigt stor export av popmusik för att vara ett land med så pass liten befolkning. Till detta bidrar, förutom svenska grupper och artister, även låtskrivare och producenter, som Max Martin och numera framlidne Denniz Pop, som skrivit låtar till världsartister som Backstreet Boys och Britney Spears.
Göteborgspopen är popmusik med grund i Göteborg, dit hör till exempel Håkan Hellström, Broder Daniel, Timo Räisänen, Hästpojken med flera.

## Andra artister och grupper inom svensk popmusik
- Håkan Hellström
- Kent
- Veronica Maggio
- Lars Winnerbäck
- Melissa Horn
- Björn Rosenström
- Snook
- Daniel Adams-Ray
- Oskar Linnros
- Peter Bjorn and John
- Thomas Stenström
- Nordpolen
- Ted Gärdestad
- Jakob Hellman
- Supergroupies
- E-Type
- Markus Krunegård